# Аркалов, Илья Игоревич
Илья Игоревич Аркалов (род. 27 октября 1993, Москва) — российский хоккеист, нападающий.

## Биография
Воспитанник московского «Спартака». С 2009 по 2011 год выступал за клубы юниорских лиг Северной Америки. В сезоне 2011/12 провёл 12 матчей за клуб Североамериканской хоккейной лиги «Остин Брюинз», после чего вернулся в Россию, став игроком клуба Молодёжной хоккейной лиги «Белые Тигры». В первом же матче в лиге (против «Толпара») отдал голевую передачу на Владимира Митрохина. Первый гол в МХЛ забил 14 сентября 2012 года в ворота Игоря Устинского из «Стальных Лисов». Всего в 26 играх за оренбургскую команду форвард забросил 8 шайб и сделал 13 голевых передач.
19 ноября 2012 года Аркалов перешёл в новокузнецкий «Металлург» и 27 ноября уже играл в матче МХЛ за «Кузнецких Медведей» против «Белых Тигров».
В составе «Металлурга» нападающий сыграл 6 матчей в Континентальной хоккейной лиге, первый из которых — 19 января 2013 года с «Витязем».
Летом 2013 года Илья Аркалов перешёл в «Автомобилист». Дебютировал в новом клубе 6 октября в матче с «Донбассом».
24 ноября 2013 года форвард забросил первую в карьере шайбу в КХЛ (в ворота «Слована»).
Всего по итогам сезона на его счету был 31 матч (в том числе 1 — в плей-офф) и 2 заброшенных шайбы. Параллельно нападающий продолжал выступать и в МХЛ и 6 марта 2014 года набрал первое очко за результативность в кубке Харламова, отдав голевую передачу Анатолию Голышеву в матче против «Толпара».
6 мая 2019 года Аркалов заключил контракт с московским «Спартаком», соглашение рассчитано до 30 апреля 2020 года. 16 апреля 2020 года заключил новый двусторонний контракт со «Спартаком» ещё на один сезон — до 30 апреля 2021 года. 30 апреля 2021 года в связи с истечением контракта покинул «Спартак».

## Статистика
|           |                   |       | Регулярный сезон | Регулярный сезон | Регулярный сезон | Регулярный сезон | Регулярный сезон | Плей-офф | Плей-офф | Плей-офф | Плей-офф | Плей-офф |
| Сезон     | Команда           | Лига  | Игр              | Г                | П                | Очк              | Штр              | Игр      | Г        | П        | Очк      | Штр      |
| --------- | ----------------- | ----- | ---------------- | ---------------- | ---------------- | ---------------- | ---------------- | -------- | -------- | -------- | -------- | -------- |
| 2009/2010 | Кейп Код Кабз     | IJHL  | 28               | 20               | 18               | 38               | 24               | --       | --       | --       | --       | --       |
| 2010/2011 | Сарния Лидженерис | GOJHL | 34               | 11               | 14               | 25               | 2                | --       | --       | --       | --       | --       |
| 2011/2012 | Остин Брюинз      | NAHL  | 12               | 2                | 2                | 4                | 9                | --       | --       | --       | --       | --       |
| 2012/2013 | Белые Тигры       | МХЛ   | 26               | 8                | 13               | 21               | 62               | --       | --       | --       | --       | --       |
| 2012/2013 | Кузнецкие Медведи | МХЛ   | 12               | 2                | 5                | 7                | 18               | 3        | 0        | 0        | 0        | 4        |
| 2012/2013 | Металлург Нк      | КХЛ   | 6                | 0                | 0                | 0                | 0                | --       | --       | --       | --       | --       |
| 2013/2014 | Авто              | МХЛ   | 14               | 0                | 5                | 5                | 24               | 1        | 0        | 1        | 1        | 0        |
| 2013/2014 | Автомобилист      | КХЛ   | 30               | 2                | 0                | 2                | 14               | 1        | 0        | 0        | 0        | 0        |
| 2014/2015 | Автомобилист      | КХЛ   | 7                | 1                | 0                | 1                | 2                | --       | --       | --       | --       | --       |
| 2014/2015 | Липецк            | ВХЛ   | 8                | 2                | 0                | 2                | 2                | --       | --       | --       | --       | --       |
| 2015/2016 | Медвешчак         | КХЛ   | 12               | 0                | 2                | 2                | 2                | --       | --       | --       | --       | --       |